# Hatfield (Wisconsin)
Hatfield es un lugar designado por el censo (en inglés, census-designated place, CDP) situado en el condado de Jackson, Wisconsin, Estados Unidos. Según el censo de 2020, tiene una población de 176 habitantes.

## Geografía
La localidad está ubicada en las coordenadas 44°25′10″N 90°45′4″O / 44.41944, -90.75111 (44.416937, -90.751111). Según la Oficina del Censo, tiene una superficie total de 3.52 km², de los cuales 3.46 km² corresponden a tierra firme y 0.06 km² están cubiertos de agua.

## Demografía
Según el censo de 2020, hay 176 personas residiendo en la localidad. La densidad de población es de 51 hab./km². El 89.77% de los habitantes son blancos, el 6.25% son amerindios, el 1.14% son asiáticos y el 2.84% son de dos o más razas. No hay hispanos o latinos viviendo en la zona.